# Aquaduct van Saint-Clément
Het aquaduct van Saint-Clément, ook wel Aqueduc des Arceaux of kortweg Les Arceaux genoemd, is een aquaduct in Romeinse stijl maar daterend uit 1772 en gelegen in de Zuid-Franse stad Montpellier in de wijk Les Arceaux.
Het is gebouwd met dubbele bogen die het water van de bron bij Saint-Clément-de-Rivière naar Montpellier brengen. Het aquaduct is 22 meter hoog. Er is nog 800 meter over van de oorspronkelijke negen kilometer lengte.